# Scharffenbergbotnen
Der Scharffenbergbotnen ist ein Kar in der Heimefrontfjella im ostantarktischen Königin-Maud-Land. In der Sivorgfjella liegt dieser Bergkessel zwischen der Bergersenfjella, dem Torsviktoppen, dem Wrighthamaren, dem Engenhovet und dem Gerhardsennuten.
Wissenschaftler des Norwegischen Polarinstituts benannten ihn 1967 nach Johan Scharffenberg (1869–1965), einem Psychiater und Aktivisten des Widerstands gegen die deutsche Besatzung Norwegens im Zweiten Weltkrieg.